# Glasomvandlingstemperatur
Glasomvandlingstemperatur, Glastransitionstemperatur eller bara Glastemperatur (Tg) är den temperatur då storskaliga segmentrörelser kan ske i polymerkedjorna, med andra ord: materialet mjuknar vid uppvärmning över denna temperatur. För oorganiska amorfa material som glas är denna punkt mitten av det temperaturintervall inom vilket materialet smälter. För polymerer, oftast termoplaster, är det den punkt där materialet övergår från ett läderartat till ett glasartat tillstånd. Under glasomvandlingstemperaturen är plaster amorfa (som glas) och spröda eftersom polymerkedjorna är låsta i sina konformationer. Ovanför Tg är temperaturen tillräckligt hög för att samordnade kedjerörelse ska äga rum. Materialet blir mjukt och helt eller delvis kristallint.
Plaster har även en smältpunkt, Tm.
Termoplaster kan vara delkristallina eller amorfa. Det som beskrivs ovan gäller endast för amorfa plaster. En delkristallin plast behöver inte mjukna för att den närmar sig glasomvandlingstemperaturen. Endast de amorfa delarna i den delkristallina plasten påverkas.